# Askey–Gaspers olikhet
Askey–Gaspers olikhet är en olikhet för Jacobipolynomen som bevisades av Richard Askey och George Gasper.

## Olikheten
Om β ≥ 0, α + β ≥ −2, och −1 ≤ x ≤ 1 är
{\displaystyle \sum _{k=0}^{n}{\frac {P_{k}^{(\alpha ,\beta )}(x)}{P_{k}^{(\beta ,\alpha )}(1)}}\geq 0}
där 
{\displaystyle P_{k}^{(\alpha ,\beta )}(x)}
är ett Jacobipolynom. Olikheten kan även skrivas som 
{\displaystyle \displaystyle {}_{3}F_{2}(-n,n+\alpha +2,(\alpha +1)/2;(\alpha +3)/2,\alpha +1;t)>0} då 0≤t<1, α>–1.